# Палау Самулун
Палау Самулун — острів у промисловій зоні Джуронг, Сінгапур. Від материкового Сінгапуру його відділяє Селат Самулун. В Пулау Самулун розташована Судноверф Джуронг  та харчовий центр, який обслуговує працівників, які там працюють. Назва Самулун походить від племені оранг-лаутів «сембулун» , які колись тут мешкали.
До 1961 року, коли острів було експропрійовано для промислового розвитку, а 150 сімей було переселено, на Палау Самулун була мечеть і школа, яка обслуговувала місцеву малайську громаду. У 1964 році було завершено будівництво мосту, що з’єднує промислову зону Джуронг і Палау Семулун (як його тоді називали), і він став другим за величиною мостом у Сінгапурі.
У Палау Самулун є лише одна дорога під назвою Джалан Самулун, і вона з’єднує Шип'ярд Роуд у материковому Сінгапурі з Палау Самулун.